# Harriet Craig
Harriet Craig is een Amerikaanse dramafilm uit 1950 onder regie van Vincent Sherman. Het scenario is gebaseerd op het toneelstuk Craig's Wife (1925) van de Amerikaanse auteur George Kelly. Destijds werd de film in Nederland uitgebracht onder de titel De vrouw van Mr. Craig.

## Verhaal
Harriet Craig is een uiterst dominante vrouw die een obsessie heeft voor netheid en dan ook meer liefde schenkt aan haar huis en omgeving dan aan haar dierbaren. Een paar van deze mensen zijn haar echtgenoot Walter die ze voorliegt, haar nichtje Claire, die ze als secretaresse behandelt en haar bedienden, die ze ziet als slaven.

## Rolverdeling
| Acteur            | Personage      |
| ----------------- | -------------- |
| Joan Crawford     | Harriet Craig  |
| Wendell Corey     | Walter Craig   |
| Lucile Watson     | Celia Fenwick  |
| Allyn Joslyn      | Billy Birkmire |
| William Bishop    | Wes Miller     |
| K.T. Stevens      | Clare Raymond  |
| Viola Roache      | Mevrouw Harold |
| Raymond Greenleaf | Henry Fenwick  |
| Ellen Corby       | Lottie         |